# Antonín Bekr
Antonín Bekr (11. května 1912 – ???) byl český a československý politik Komunistické strany Československa a poúnorový poslanec Národního shromáždění ČSR.

## Biografie
K roku 1954 se profesně uvádí jako strojvedoucí v depu ČSD Nymburk. Podle denního tisku byl prvním strojvůdcem - těžkotonážníkem na Nymbursku.
Ve volbách roku 1954 byl zvolen do Národního shromáždění za KSČ ve volebním obvodu Praha-venkov. V parlamentu setrval do konce funkčního období, tedy do voleb roku 1960.